# 発炎筒

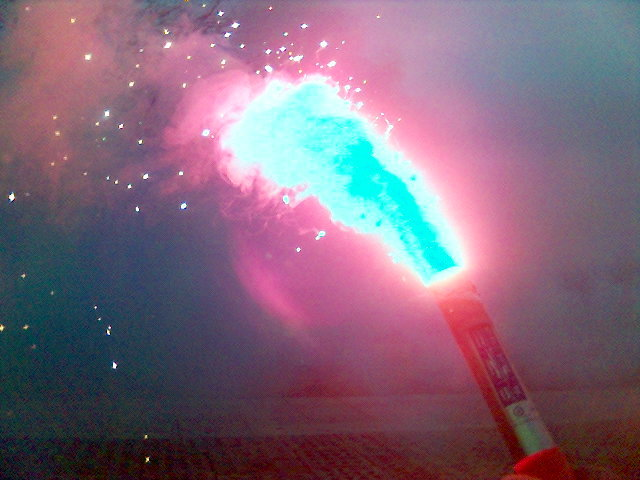
軍用の水中発炎筒

発炎筒（はつえんとう）は、おもに自動車や船舶等に装備され、鮮やかな赤い炎を上げる筒状の道具である。

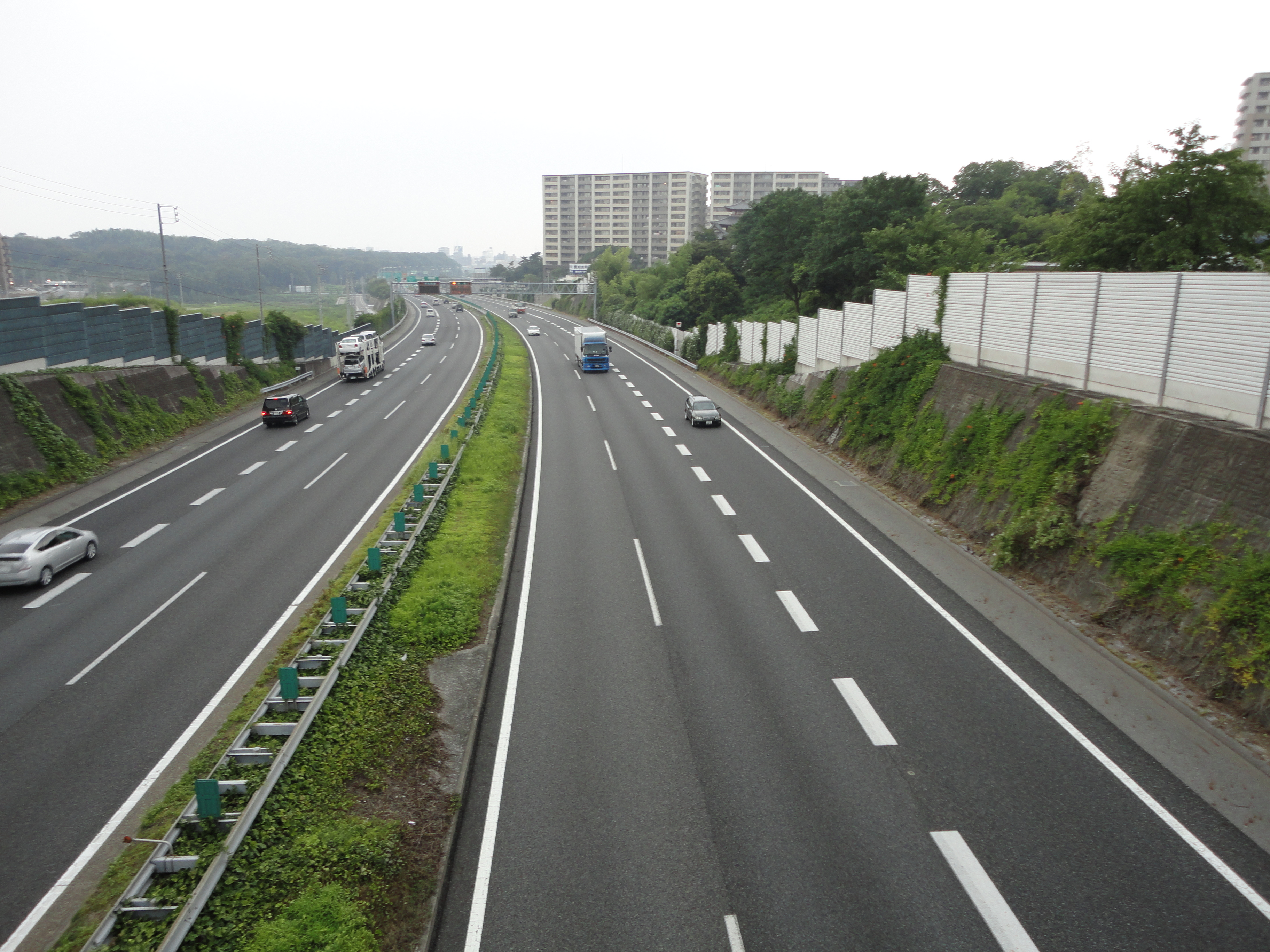
本線車道とは高速道路上の車線（走行車線、追越車線）を言う

主に緊急時に本線車道や路肩に停車した場合において、後続車に対し前方に危険・障害物があることを知らせるために用いられる。使用すると鮮やかな光を放つ炎があがり、後続車からの被視認性を高める。火薬にはストロンチウムが混合されている。自動車用緊急保安炎筒、道路作業用発炎筒、信号紅炎（船舶用）などがある。
しばしば「発煙筒」と誤解されるが、発炎筒が生ずる煙はわずかであり、そもそも煙によって遠方からの視認性を高める発煙筒とは使用目的が異なる。発炎筒の代わりに誤用すれば付近の視界を妨げる煙幕となり逆に危険である。
自動車用・船舶用の発炎筒はいずれも摂氏600度以上の高温で発火性があり、交通事故や船舶事故現場でガソリンや油脂等の燃料が撒き散らされ、浮遊しているような場合にはその付近で使用すれば引火して炎上することがあるので注意する必要がある。

## 発炎筒の用途

### 自動車用発炎筒

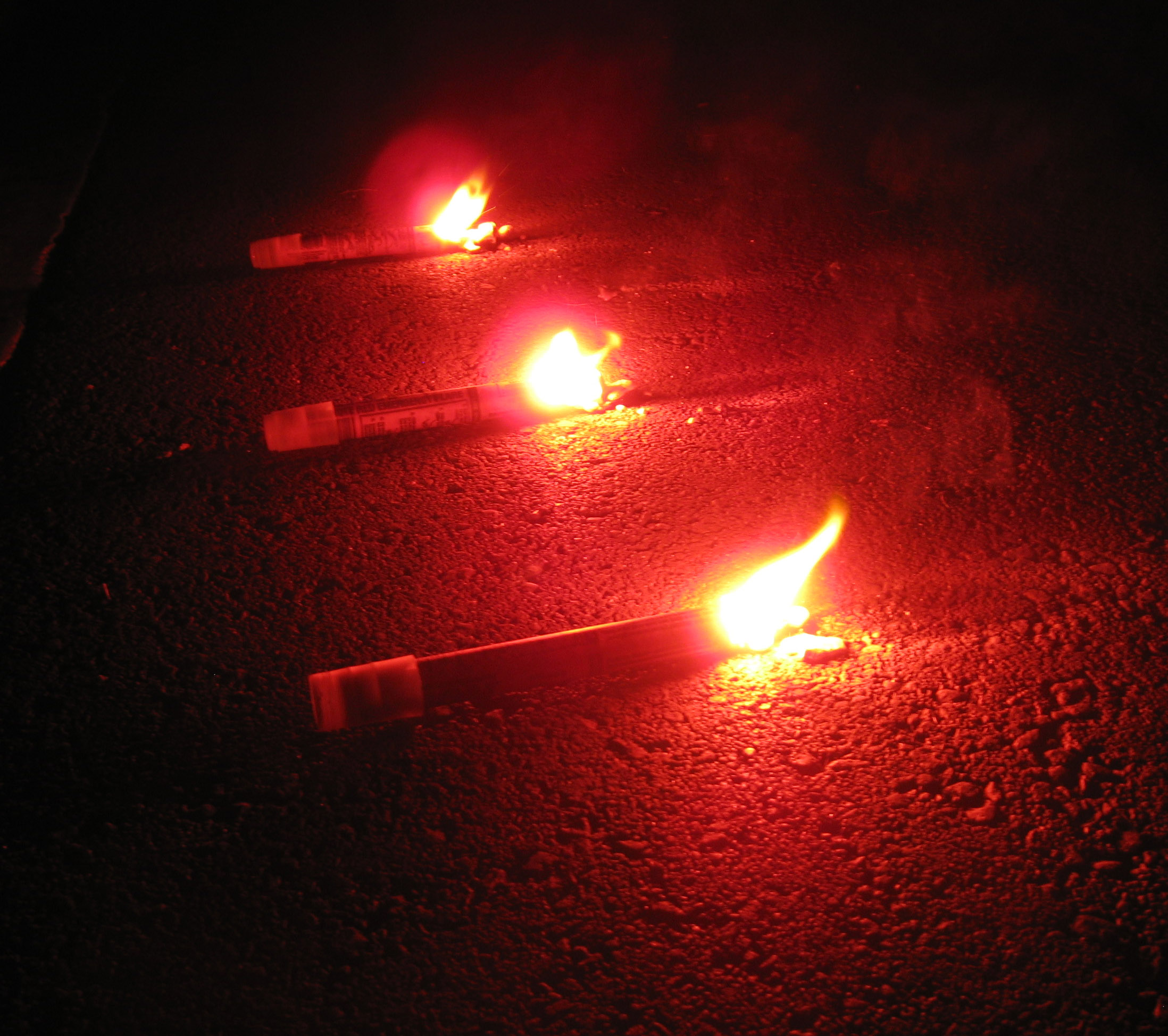
路上で燃焼中の発炎筒

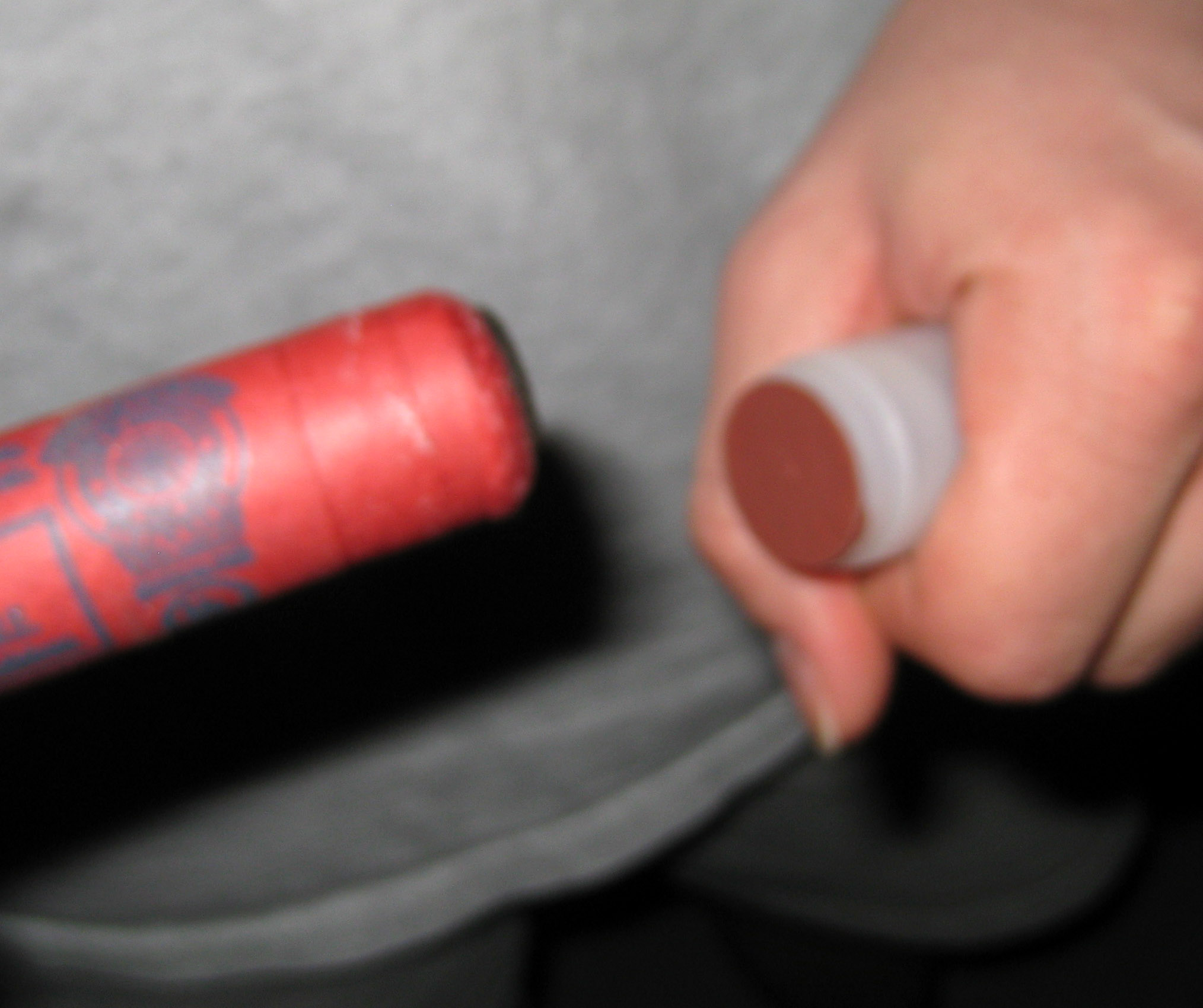
マッチのように付属の側薬で頭薬を摩擦すると着火する

正式名称は自動車用緊急保安炎筒である。日本工業規格 (JIS) D5711によって規格化されている。
日本において、自動車の保安基準である道路運送車両の保安基準（道路運送車両法に基づく国土交通省令）によって、自動車（二輪自動車を除く）には非常信号用具の装備が義務化されている旨、第43条の2に明記されている。確実な性能を維持するため、JIS D5711によって有効期限4年と定められている。
また自動車用発炎筒は火薬類取締法上の「がん具煙火」に分類されるため、同法施行規則第1条の5第6号の規定に基づく緊急保安炎筒の内容（平成9年通商産業省告示第237号）の適合を受けた製品でなければならない。
車検時の検査実施要領では「自動車用緊急保安炎筒はJIS規格品乃至（）はそれと同程度以上の性能を有する事」と定められており、一般的な性能としては、
- 燃焼時間 : 5分以上
- 炎色 : 赤色炎
- 光度 : 160カンデラ以上

のものが国内で販売されている標準的な発炎筒の性能である。

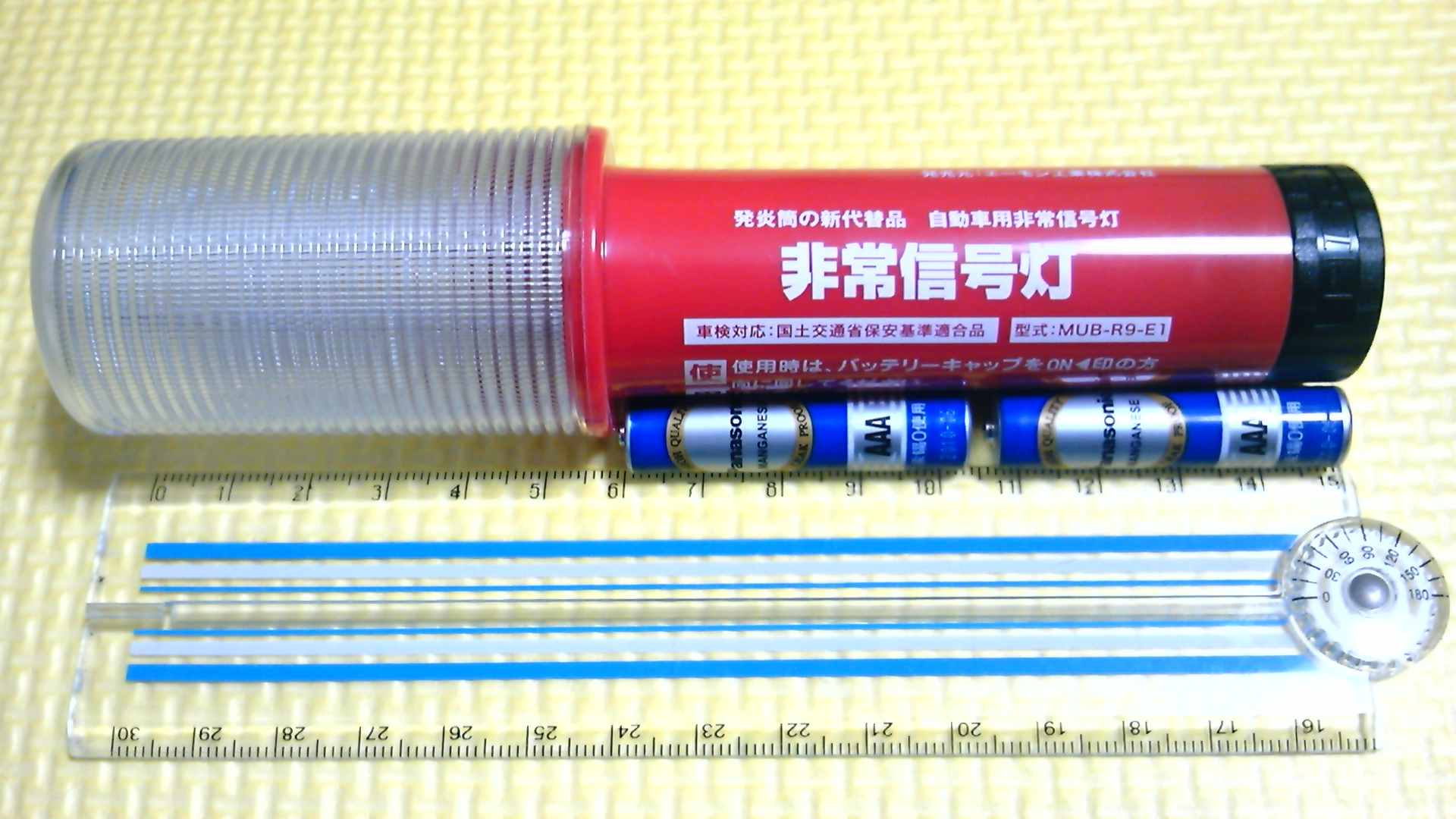
非常信号灯
上述において「160カンデラ以上の（回転する）赤色光」を発することができれば発光手段は問われない。そのため現在は発光ダイオードを用いた電池により動作する非常信号灯も出回っており、保安基準上も発炎筒と同様に扱うことができる。非常信号灯は発炎筒と違い熱は出さないため火傷の恐れは無い上、底部が磁石になっているものもあるため車体に磁力で接着して高い場所から発光させることもできる。発光時間も電池が持つ限り長時間かつスイッチオンオフで点灯／消灯が可能なため何度でも使用可能で有効期限も特別に定められていない。
しかし、明るさの基準は問題なく十分視認可能な距離はあるものの、純粋な明るさでは発炎筒に劣る。また乾電池には使用推奨期限がある上、電池が自然と消耗していき古くなった乾電池の液漏れなどにより気付かないうちに故障してしまうことがあるため、定期的な動作確認や電池交換は必要である。

### 船舶用発炎筒
信号紅炎と呼ばれるもので、小型船舶安全規則第57条の2によれば
1. 光度400カンデラ以上。
2. 燃焼時間が1分以上。
3. 使用の際危険を生じないものであること。

と規定されている。
また、船舶救命設備規則第14条では救命艇には第35条に適合する信号紅炎6個を装備しなければならない、と明記されており、第35条内での制定内容は
1. 1万5,000カンデラ以上の紅色の炎を1分以上連続して発することができること。
2. 水中に10秒間全没した後も燃焼を続けるものであること。

となっている。その他、条文内に第33条第3号、第4号及び第6号から第8号に掲げる案件および第8条第1号に掲げる要件などが必須とされている。

### 水中での利用
各国の海軍では水中でも使用可能な発炎筒を使用することがある。リン化カルシウムが使われることが多く、水に触れると自然発火して照明となる。水に触れるとアセチレンに分解する性質を持つ炭化カルシウムを添加してあることも多い。
備考として、水につけると発火するたいまつは前近代から記述がみられ、上泉信綱伝の兵法書『訓閲集』巻四「戦法」の項目に記述がみられる（詳細は、たいまつ#水中用のたいまつを参照）。

### 危険物試験用
平成元年（1989年）2月17日自治省令第1号にて定められた「危険物の試験及び性状に関する省令」で、「過塩素酸カリウムを標準物質とする燃焼試験」において試験用試薬の燃焼加熱用に使用される旨制定されている。

### 空中での利用
ハイドラ70ロケット弾の弾種のひとつであるM257 Illumination Flareの場合、
- 燃焼時間 : 120秒間以上
- 照度 : 1.6キロメートルの範囲を0.5ルクスで照射可能
- 光度 : 100万カンデラ

の性能を持つ。

### その他
- ヨーロッパや南米のサッカーの試合で応援団がそれを焚いて応援することがあり、一部では熱狂の余り、あるいはホームチームのふがいない試合への抗議のためにグラウンドに投げつけるサポーターもいる。
- 日本のJリーグでは統一禁止事項[8]「花火、爆竹、発煙筒、ガスホーンなどは持ち込めません。」により、発炎（煙）筒はもとより、ドライアイス、燻蒸・燻煙式殺虫剤など、煙を発生させ試合運営に支障をきたす恐れがあるものは原則として持ち込み禁止となっている。